# Рамон Сала
Рамон Сала (ісп. Ramón Sala, 8 серпня 1971) — іспанський хокеїст на траві.
Учасник Олімпійських Ігор 1996, 2000 років. Срібний призер 1996 року.
Срібний призер Чемпіонату світу 1998 року.
Бронзовий призер Трофею чемпіонів 1997 року.